# 黄金の法
『黄金の法』（おうごんのほう、英: The Golden Laws）は、幸福の科学グループ創始者兼総裁・大川隆法が著した幸福の科学に関する著作、およびそれを元にした漫画、アニメ映画。

## 概要

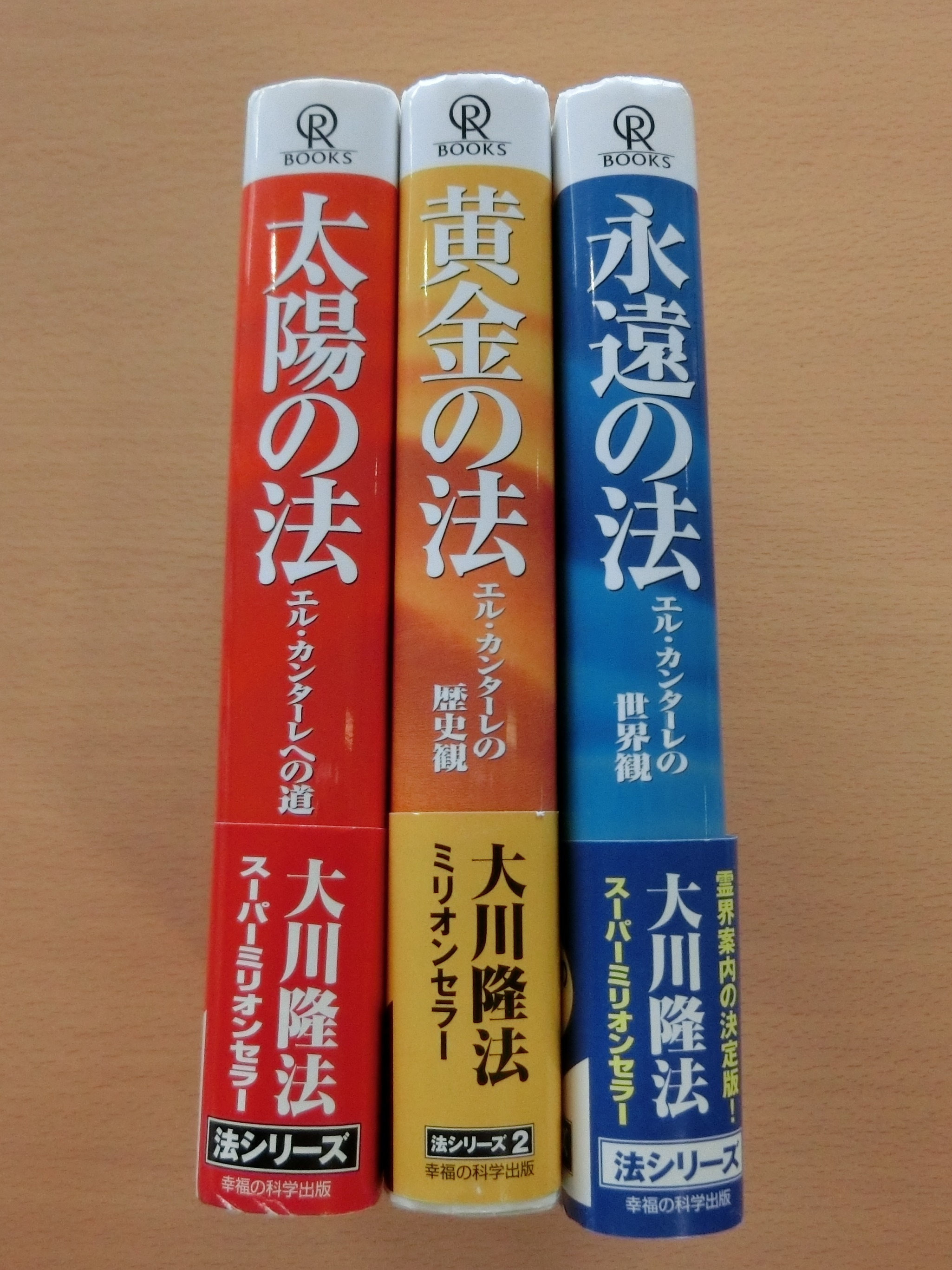
救世の基本三法
『太陽の法』『黄金の法』『永遠の法』

『黄金の法』は、幸福の科学の総裁・大川隆法の著作である。幸福の科学によれば、「救世の法三部作」として『太陽の法』『永遠の法』の2冊とともに幸福の科学の基本経典と位置づけられている。時間論・歴史論の体系を述べる宗教理論書として位置づけられ、人生という時間の意味をエル・カンターレの視点から述べた哲学書でもある。そして、その天国的価値観が西洋・東洋・日本に岐かれた（わかれた）光の系譜として書かれている書物である。
ベストセラーとして1995年、1997年、2003年のランキングに登場している。
この書をもとに、マンガ『黄金の法』が作成され、『ザ・リバティ』（幸福の科学出版）において2001年2月号から2004年1月号まで連載された。そして、コミック単行本3巻に収録された。
2003年には、幸福の科学出版の4作目の劇場用映画作品としてアニメ映画化された。アニメ映画としては3作目。

## 書籍 経典

### 書籍情報
- 単行本並製本
  - 『黄金の法』副題：新文明を開く釈迦の英知　土屋書店 初版1987年8月、ISBN 4-8069-0422-8
- 文庫本
  - 『黄金の法』副題：新文明を開く釈迦の英知　角川文庫 初版1990年9月10日、ISBN 4-04-178002-0
- 改訂版上製本 
  - 『新・黄金の法』副題：エル･カンターレの歴史観　幸福の科学出版 初版 1995年7月15日、ISBN 4-87688-255-X
  - 『黄金の法』副題：エル･カンターレの歴史観　幸福の科学出版 改訂版 1997年7月7日、ISBN 4-87688-322-X（『新・黄金の法』を改題）ISBN 978-4-87688-322-6

### 外国語 翻訳版
- 英語訳
  - The Laws of the Gold 　幸福の科学出版 ハードカバー版 　初版1990年12月、ISBN 4-87688-110-3、ISBN 978-4-87688-110-9
  - The Laws of the Gold 　幸福の科学出版 ペーパーバック版　初版1991年、
  - The Golden Laws
subtitle：The Buddhist Path to a Spiritual Dawn
Copyright：Ryuho Okawa
(ELEMENT Books Limited 刊)初版2000年発行、ISBN 1-86204-731-6、ISBN 978-1-86204-731-0
  - The Golden Laws
subtitle：History Through The Eyes of The Eternal Buddha
Copyright：Ryuho Okawa
(Lantern Books ・New York  A Division of Booklight Inc.）

初版2002年発行、ISBN 1-93005161-1、ISBN 978-1-93005161-4
- ポルトガル語訳
  - As Leis Douradas
O Caminho para um Despertar Espiritual
Copyright：Ryuho Okawa
EDITORA BEST SELLER、発刊日 2001年10月1日発行、ISBN 85-7123-736-0、ISBN 978-85-7123-736-0
- 韓国語訳
  - 황금의 법 黄金の法　The Golden Laws
著者： 오오카와류우호오
出版社：図書出版カリム、가림출판사　初版2003年4月15日発行
ISBN 89-7895-137-6、ISBN 978-89-7895-137-1
- 中国語訳
  - 『黄金之法』　The Golden Laws
繁体字、台湾、発刊元 佳赫文化行銷有限公司、発刊日 2010年7月1日、ISBN 978-986-6271-14-4
- ドイツ語版『黄金の法』
  - 発刊元 HAPPY SCIENCE、発刊日 2012-07-06、ISBN 978-3-94230-801-4
- ヒンディー語訳
  - 「The Golden Laws」
インド現地法人　JAICO出版、作成・発行2011年
この他 JAICO出版よりインド語群でヒンディー語版、カンナダ語版、タミル語版、テルグ語版、マラーティー語版、グジャラート語版、ベンガル語版、などがある。
- ロシア語版『黄金の法』
  - 発刊元 VES出版社、ペーパーバック、発刊日 2013-12-20、ISBN 978-5-95732-553-6
- リトアニア語版『黄金の法』
  - 発刊元 Leidykla Mijalba、ペーパーバック、発刊日 2016年5月27日、ISBN 978-6-09469-018-1

## 漫画
書籍『黄金の法』をもとに、2001年より漫画版の『マンガ・黄金の法』が作成された。この製作は、「マンガ『黄金の法』シナリオプロジェクト」チームで行われ、この脚本と橋本和典の作画で作成された。『ザ・リバティ』（幸福の科学出版）において、2001年2月号から2004年1月号まで連載された。全36話。
この漫画版『黄金の法』は中国語に翻訳され、台湾の出版社、荷馬出版社で印刷・発行され、台湾・福建省他で流通している。

### 内容
書籍『黄金の法』の章立てから、漫画版では「西洋編」「東洋編」「日本編」の3部作として各編12話ずつの形で、章の節に対応するストーリーとなっている。

### 書誌情報
- 第1巻　西洋編　2003年6月27日発行、ISBN 4-87688-363-7
- 第2巻　東洋編　2003年7月27日発行、ISBN 4-87688-364-5
- 第3巻　日本編　2003年6月27日発行、ISBN 4-87688-365-3

- 中国語台湾版『漫画・黄金の法』
  - 漫畫 黃金之法　西洋篇：驚愕人類史
出版者：荷馬出版社
2005年3月 発行
ISBN 978-986-80724-5-9 、 ISBN 986-80724-5-X
  - 漫畫 黃金之法　東洋篇：驚愕人類史
出版者：荷馬出版社
2005年3月 発行
ISBN 978-986-80724-6-6 、 ISBN 986-80724-6-8
  - 漫畫 黃金之法　日本篇：驚愕人類史
出版者：荷馬出版社
2005年3月 発行
ISBN 978-986-80724-7-3 、 ISBN 986-80724-7-6

## 小冊子・タイムラフティング
タイムラフティングは、幸福の科学出版が発行した『映画「黄金の法」』を元に作成した漫画小冊子。映画上映前の2003年5月から第1巻が配布開始された。毎月発行され、同年10月の第6巻まで発行された。
この冊子には下記の2本の漫画と、映画最新情報などが掲載されていた。
- 『漫画・タイムラフティング』

『映画「黄金の法」』を元に映画と異なるストーリーで製作された。脚色・作画は、さとうふみや。
- 『ヘルメス 愛は風の如く』

作画 美村あきの による漫画。1997年2月に発刊された『ヘルメス 愛は風の如く アフロディーテの愛』の続編。
第1話：美の妖精
第2話：魔神の怒り
第3話：純金の矢
第4話：魂の誓い
第5話：霊術使いプロメティウス
第6話：強敵との死闘
この美村あきのによる漫画は、単行本として2003年9月に『ヘルメス 愛は風の如く 強敵との死闘』全1巻 で発刊された。
この漫画小冊子は、映画宣伝用で無料で配布された。大手書店等の書籍案内チラシコーナーに配本配置されたり、コミックマーケット会場前などで配布された。
第1巻から5巻までが書店などで配布された後、最終号6巻目は映画館で配布された。

### 『漫画・タイムラフティング』キャラクター
天崎時雄（トキオ）
自称ミステリーハンターの高校生。プチ予知能力なるちょっとした力を持っている。未来から来たハルと古代ギリシャにタイムとラベルする。
ハル
行方不明になった父親を探すべく30世紀の未来からタイムマシンで来た少年。
ナナ
トキオ達が過去の時代で出会ったヘルメスに仕える巫女見習いの少女。
ツァイトロス
30世紀の『時間覚者』「時間」に強い霊能者。タイムマシンによる時間遭難者を救出するために、その特異な能力により遭難者の時代と場所を特定し救出の指示をしている。

## アニメ映画
映画『黄金の法 エル・カンターレの歴史観』（英: The Golden Laws）は、幸福の科学出版によるアニメ映画で、2003年10月11日に東映系で公開された。
全国9大都市 週末興行ランキング 2週連続 第1位、（興行通信社調べ）、2003年日本週末興行成績1位の映画の一覧を参照。10月11日・12日 と 10月18日・19日。第3週目の10月25日26日は第3位。第4週目の11月1日2日は第2位。
ウィークリーぴあ 公開初日満足度調査 第1位（2003年10/27号）。
映画興行収入、17億円（興行通信社調べ）（日本映画製作者連盟）。興行収入ランキングで2003年邦画第10位。
幸福の科学出版の映画として初めてアメリカ合衆国で劇場公開された作品であり、2003年12月5日よりロサンゼルスの映画館を始め各地で公開された。
2011年4月29日に、このアニメがMXテレビで放送された。2011年6月26日には岐阜放送と、三重テレビ放送で放映された。DVDが上映後に発売された。特典映像は予告編と主題歌のPVと劇中で使用されたエジプトの実写映像である。

### 海外公開
以前の幸福の科学出版の映画『ヘルメス 愛は風の如く』（1997年）と『太陽の法 エル・カンターレへの道』（2000年）では、前者のビデオリリースを除き海外では幸福の科学施設や一部大学での上映に留まったのに対し、本作『黄金の法』は、幸福の科学が東映と組んで制作した映画として初めてアメリカ合衆国で劇場公開された作品である。
2003年12月5日よりロサンゼルスのフェアファックス・シネマズ (Fairfax Cinemas) で一週間公開され、その後芸術系の映画館でも上映された。

### 登場人物
サトル
声 - 青山桐子
主人公。 25世紀、再浮上した新大陸ニューアトランティスに住む15歳の少年。
エリート校に通う優等生だが、自分の夢を持てずにいる。
夏休みのレポートの資料を探している内、一冊の本を見つけ、更にアリサと言う謎の少女に出会ったことで、運命が変わっていく。
アリサ
声 - 雪野五月
ヒロイン。30世紀の未来からタイムマシンで25世紀にやってきた15歳の少女。サトルと共にタイムトラベルに行く。
明朗快活で、行動力が高い。
なぜかサトルのことを知っており、タイムトラベルも25世紀の彼に出会うことが目的だった。
ヘルメス
声 - 子安武人
現実世界ではギリシャ十二神の一人とされるが、作品世界ではゼウスよりも先の時代のギリシャの王であり、先導してギリシャを平和な国家に変えていく。
釈尊
声 - 子安武人
現実世界とあまり差がない。彼の教義はインドから中国を経由して日本にももたらされる。
アフロディーテ
声 - 伊藤美紀
作品世界では囚われていたところをヘルメスに救われ、彼の妻になる。その後は夫を支え、ギリシャを豊かにするのを手伝う。
文殊
声 - 伊藤美紀
釈尊の弟子の中でも最も聡明。ことわざ「三人揃えば文殊の知恵」の由来と成っている。
天台智顗
声 - 小嶋一成
中国の天台山で修行する僧侶。瞑想中に釈迦如来と文殊からの霊的指導を受けた。一念三千の思想をつかみ取る。
デメス
声 - 青野武

モーセ
声 - 掛川裕彦

アジャセ王
声 - 郷里大輔

ダイバダッタ
声 - 野沢那智

イエス・キリスト
声 - 島田敏

マグダラのマリア
声 - 住友優子

プロメティウス
声 - 銀河万丈

パン
声 - 真山亜子

アガペー
声 - 大本眞基子

海竜王
声 - 郷里大輔

アリサの父
声 - 島田敏

アリサの母
声 - 小山裕香

サトルの同級生
声 - 神谷浩史、川津泰彦、田中大文

モーセの部下
声 - 服巻浩司

キリストを罵倒する人々
声 - 沼田祐介、黒田崇矢ほか

その他声の出演
声 - 小川知子、今村直樹、中尾良平、藤本たかひろ、福原耕平、水城レナ、小松由佳、吉原ナツキ、陰山真寿美

### スタッフ
| 制作総指揮・原作・原案                  | 大川隆法                                                   |
| シナリオ クリエイティブ・ディレクション | 「黄金の法」シナリオ・プロジェクト                         |
| プロデューサー                          | 小田正鏡 小川空城 佐藤直史                                 |
| アニメーション・ディレクター            | 石山貴明                                                   |
| 作画監督（ヘルメス／釈尊）              | 須田正己                                                   |
| 作画監督（サトル／アリサ／智顗）        | 清水恵蔵                                                   |
| 作画監督（イエス／モーセ）              | 羽根章悦                                                   |
| 作画監督（プロメティウス）              | 江口摩吏介                                                 |
| 音楽                                    | 水澤有一                                                   |
| 美術監督                                | 鈴木朗                                                     |
| VFXクリエイティブ・ディレクター         | 粟屋友美子                                                 |
| VFXスタッフ                             | VISUAL MAGIC ナイス・デー Colorado FX SimEX digital studio |
| VFXスーパーバイザー                     | 伊藤徳彦                                                   |
| 色彩設定                                | 原田幸子                                                   |
| コンポジットコーディネーター            | 伊藤正弘                                                   |
| 編集                                    | 古川雅士                                                   |
| アニメーション・プロデューサー          | 川人憲治郎                                                 |
| アニメーション制作                      | グループ・タック                                           |
| 配給                                    | 東映                                                       |
| 製作                                    | 幸福の科学出版                                             |

### テーマソング・挿入歌
- テーマソング『愛と、勇気を。』
Lyrics（作詞）：「黄金の法」シナリオ・プロジェクト
Music （作曲）：水澤有一
Vocal （ 歌 ）：Golden Breeze
- 挿入歌『風の理想』
Lyrics（作詞）：松本弘司、「黄金の法」シナリオ・プロジェクト
Music （作曲）：水澤有一
Vocal （ 歌 ）：大門一也、Golden Breeze

## 音楽ソフト
- CDシングル『愛と、勇気を。』
映画「黄金の法」テーマソング、挿入歌
収録内容：全4曲、20分19秒
レーベル：Twice Born （Manufactured by IRH Press Co.,Ltd、幸福の科学出版）
型番：CDコードNo.：C 110
発売日：2003年8月20日
EAN 4535190100026、JAN 4535190100026、ASIN B0000C172D

売上ランキング情報
2003年8月第4週 オリコン シングル ウィークリーランキングにて、
第27位（最高順位）にランクイン。
週ランキングへの登場回数 3回
| #         | タイトル                                         | 作詞                               | 作曲・編曲 | Vocal                  | 時間  |
| --------- | ------------------------------------------------ | ---------------------------------- | ---------- | ---------------------- | ----- |
| 1.        | 「愛と、勇気を。」(映画「黄金の法」テーマソング) | 「黄金の法」シナリオ・プロジェクト | 水澤有一   | Golden Breeze          | 5:18  |
| 2.        | 「風の理想」(映画「黄金の法」挿入歌)             | 「黄金の法」シナリオ・プロジェクト | 水澤有一   | 大門一也 Golden Breeze | 4:49  |
| 3.        | 「愛と、勇気を。」(instrumental)                 |                                    | 水澤有一   |                        | 5:18  |
| 4.        | 「風の理想」(instrumental)                       |                                    | 水澤有一   |                        | 4:54  |
| 合計時間: | 合計時間:                                        | 合計時間:                          | 合計時間:  | 合計時間:              | 20:19 |

- CD『映画「黄金の法 エル・カンターレの歴史観」オリジナル・サウンドトラック』
収録内容：全41曲、64分19秒
レーベル：幸福の科学出版
型番 CDコードNo.： C 112
発売日：2003年9月20日
ISBN：不明、EAN  JAN：不明

| #         | タイトル                                     | 作詞                               | 作曲・編曲 | Vocal         | 時間  |
| --------- | -------------------------------------------- | ---------------------------------- | ---------- | ------------- | ----- |
| 1.        | 「太陽の法」                                 |                                    | 水澤有一   |               | 1:59  |
| 2.        | 「黄金の法」(メインタイトル)                 |                                    | 水澤有一   |               | 1:04  |
| 3.        | 「ニューアトランティス〜サトルの予感」       |                                    | 水澤有一   |               | 2:37  |
| 4.        | 「ポリス出動〜タイムマシン作動」             |                                    | 水澤有一   |               | 1:01  |
| 5.        | 「迷走するタイムマシン」                     |                                    | 水澤有一   |               | 0:17  |
| 6.        | 「ヘルメス登場」                             |                                    | 水澤有一   |               | 0:18  |
| 7.        | 「海竜との戦い」                             |                                    | 水澤有一   |               | 5:16  |
| 8.        | 「時の旅人よ〜ヘルメスとサトル」             |                                    | 水澤有一   |               | 1:59  |
| 9.        | 「アリサの憧れ—光る風」                      |                                    | 水澤有一   |               | 2:52  |
| 10.       | 「時間の川をゆくタイムマシン〜エジプトへ」   |                                    | 水澤有一   |               | 0:30  |
| 11.       | 「エジプト〜朝陽」                           |                                    | 水澤有一   |               | 0:24  |
| 12.       | 「モーセとヘブライの民」                     |                                    | 水澤有一   |               | 0:54  |
| 13.       | 「エジプト軍の追走」                         |                                    | 水澤有一   |               | 0:44  |
| 14.       | 「割れる海」                                 |                                    | 水澤有一   |               | 1:01  |
| 15.       | 「時間の川をゆくタイムマシン〜インドへ」     |                                    | 水澤有一   |               | 0:23  |
| 16.       | 「釈尊と仏教」                               |                                    | 水澤有一   |               | 1:00  |
| 17.       | 「ダイバダッタの陰謀」                       |                                    | 水澤有一   |               | 0:24  |
| 18.       | 「釈尊に拝礼する人々」                       |                                    | 水澤有一   |               | 1:08  |
| 19.       | 「殺人象ナーラギリ」                         |                                    | 水澤有一   |               | 2:24  |
| 20.       | 「アジャセ王の帰依」                         |                                    | 水澤有一   |               | 0:44  |
| 21.       | 「仏陀と弟子の絆」                           |                                    | 水澤有一   |               | 1:07  |
| 22.       | 「ゴルゴダの丘」                             |                                    | 水澤有一   |               | 0:50  |
| 23.       | 「イエスの昇天」                             |                                    | 水澤有一   |               | 1:21  |
| 24.       | 「イエスの復活と愛の神ヘルメス」             |                                    | 水澤有一   |               | 1:41  |
| 25.       | 「時間の川をゆくタイムマシン〜中国へ」       |                                    | 水澤有一   |               | 0:35  |
| 26.       | 「文殊菩薩」                                 |                                    | 水澤有一   |               | 1:54  |
| 27.       | 「釈迦如来〜心の針を仏に向けよ」             |                                    | 水澤有一   |               | 3:35  |
| 28.       | 「天台智顗の決意」                           |                                    | 水澤有一   |               | 3:13  |
| 29.       | 「時間の渦に巻き込まれるタイムマシン」       |                                    | 水澤有一   |               | 1:49  |
| 30.       | 「美しきギリシャ、再び」                     |                                    | 水澤有一   |               | 0:27  |
| 31.       | 「ヘルメス、一人」                           |                                    | 水澤有一   |               | 0:51  |
| 32.       | 「ヘルメスとプロメティウス」                 |                                    | 水澤有一   |               | 0:39  |
| 33.       | 「サトルの勇気」                             |                                    | 水澤有一   |               | 0:55  |
| 34.       | 「アリサの秘密兵器」                         |                                    | 水澤有一   |               | 0:50  |
| 35.       | 「海竜王」                                   |                                    | 水澤有一   |               | 1:05  |
| 36.       | 「天からの光」                               |                                    | 水澤有一   |               | 1:04  |
| 37.       | 「輝き――彼方に」                             |                                    | 水澤有一   |               | 2:35  |
| 38.       | 「風の理想（ねがい）」                       |                                    | 水澤有一   |               | 2:01  |
| 39.       | 「愛の大河」                                 |                                    | 水澤有一   |               | 3:53  |
| 40.       | 「永遠」                                     |                                    | 水澤有一   |               | 2:52  |
| 41.       | 「愛と、勇気を。」(スペシャル・エディション) | 「黄金の法」シナリオ・プロジェクト | 水澤有一   | Golden Breeze | 4:03  |
| 合計時間: | 合計時間:                                    | 合計時間:                          | 合計時間:  | 合計時間:     | 64:19 |

## 映像ソフト
- VHSビデオ『映画「黄金の法 エル・カンターレの歴史観」』
レーベル：東映
発売日：2004年4月9日
型番：VRZF-1203
EAN 4988101107131 JAN 4988101107131

- 通常版DVD『映画「黄金の法 エル・カンターレの歴史観」』
収録内容：映画本編 111分、

音声：日本語・英語、ポルトガル語
字幕：Non・日本語・日本語聴覚・英語・中国語・韓国語
- レーベル：幸福の科学出版
型番： K 1093
発売日：2010年12月4日
ISBN 978-4-86395-089-4、ASIN 4863950896
EAN 4582316050062 JAN 4582316050062

- 通常版DVD 改訂版『映画「黄金の法 エル・カンターレの歴史観」』
レーベル：幸福の科学出版
型番： K 1112
発売日：2011年7月14日
ISBN 978-4-86395-089-4、ASIN 4863950896
EAN 4582316050062 JAN 4582316050062

- レンタル用DVD『映画「黄金の法 エル・カンターレの歴史観」』
レーベル：幸福の科学出版
型番： K 1144
発売日：2013年7月??日
EAN 4582316050475、JAN 4582316050475

- Amazon Prime Video などでの動画配信あり。

ASIN B07HKYK619